# Eli Dasa
Elazar Dasa (in ebraico אלי דסה‎?; Natanya, 3 dicembre 1992) è un calciatore israeliano, difensore della Dinamo Mosca e della nazionale israeliana, di cui é capitano.

## Biografia
Anche suo fratello Or è un calciatore.

## Carriera

### Club

#### Beitar Gerusalemme
Dasa ha esordito nella Ligat ha'Al in data 21 agosto 2010, subentrando a Kobi Moyal nella sconfitta per 4-1 contro il Maccabi Natanya. La prima rete nella massima divisione israeliana è arrivata il 1º settembre 2012, nel pareggio casalingo per 1-1 contro lo Hapoel Be'er Sheva.

### Nazionale
Dasa è stato convocato nella nazionale israeliana Under-21 dal commissario tecnico Guy Luzon, in vista del campionato europeo di categoria 2013.
Il 22 marzo 2025, alla 66esima presenza, realizza la sua prima rete per la massima selezione israeliana nel successo per 2-1 contro Estonia.

## Statistiche

### Cronologia presenze e reti in nazionale
| Cronologia completa delle presenze e delle reti in nazionale ― Israele | Cronologia completa delle presenze e delle reti in nazionale ― Israele | Cronologia completa delle presenze e delle reti in nazionale ― Israele | Cronologia completa delle presenze e delle reti in nazionale ― Israele | Cronologia completa delle presenze e delle reti in nazionale ― Israele | Cronologia completa delle presenze e delle reti in nazionale ― Israele | Cronologia completa delle presenze e delle reti in nazionale ― Israele | Cronologia completa delle presenze e delle reti in nazionale ― Israele |
| Data                                                                   | Città                                                                  | In casa                                                                | Risultato                                                              | Ospiti                                                                 | Competizione                                                           | Reti                                                                   | Note                                                                   |
| ---------------------------------------------------------------------- | ---------------------------------------------------------------------- | ---------------------------------------------------------------------- | ---------------------------------------------------------------------- | ---------------------------------------------------------------------- | ---------------------------------------------------------------------- | ---------------------------------------------------------------------- | ---------------------------------------------------------------------- |
| 3-9-2015                                                               | Haifa                                                                  | Israele                                                                | 4 – 0                                                                  | Andorra                                                                | Qual. Euro 2016                                                        | -                                                                      |                                                                        |
| 6-9-2015                                                               | Cardiff                                                                | Galles                                                                 | 0 – 0                                                                  | Israele                                                                | Qual. Euro 2016                                                        | -                                                                      | 45’                                                                    |
| 10-10-2015                                                             | Gerusalemme                                                            | Israele                                                                | 1 – 2                                                                  | Cipro                                                                  | Qual. Euro 2016                                                        | -                                                                      | 54’                                                                    |
| 6-10-2016                                                              | Skopje                                                                 | Macedonia del Nord                                                     | 1 – 2                                                                  | Israele                                                                | Qual. Mondiali 2018                                                    | -                                                                      |                                                                        |
| 9-10-2016                                                              | Gerusalemme                                                            | Israele                                                                | 2 – 1                                                                  | Liechtenstein                                                          | Qual. Mondiali 2018                                                    | -                                                                      |                                                                        |
| 12-11-2016                                                             | Elbasan                                                                | Albania                                                                | 0 – 3                                                                  | Israele                                                                | Qual. Mondiali 2018                                                    | -                                                                      |                                                                        |
| 24-3-2017                                                              | Gijón                                                                  | Spagna                                                                 | 4 – 1                                                                  | Israele                                                                | Qual. Mondiali 2018                                                    | -                                                                      | 77’                                                                    |
| 6-6-2017                                                               | Netanya                                                                | Israele                                                                | 1 – 1                                                                  | Moldavia                                                               | Amichevole                                                             | -                                                                      | 45’                                                                    |
| 11-6-2017                                                              | Haifa                                                                  | Israele                                                                | 0 – 3                                                                  | Albania                                                                | Qual. Mondiali 2018                                                    | -                                                                      |                                                                        |
| 7-9-2018                                                               | Scutari                                                                | Albania                                                                | 1 – 0                                                                  | Israele                                                                | UEFA Nations League 2018-2019 - 1º turno                               | -                                                                      |                                                                        |
| 11-9-2018                                                              | Belfast                                                                | Irlanda del Nord                                                       | 3 – 0                                                                  | Israele                                                                | Amichevole                                                             | -                                                                      | 65’                                                                    |
| 11-10-2018                                                             | Haifa                                                                  | Israele                                                                | 2 – 1                                                                  | Scozia                                                                 | UEFA Nations League 2018-2019 - 1º turno                               | -                                                                      |                                                                        |
| 14-10-2018                                                             | Be'er Sheva                                                            | Israele                                                                | 2 – 0                                                                  | Albania                                                                | UEFA Nations League 2018-2019 - 1º turno                               | -                                                                      | 64’                                                                    |
| 15-11-2018                                                             | Netanya                                                                | Israele                                                                | 7 – 0                                                                  | Guatemala                                                              | Amichevole                                                             | -                                                                      |                                                                        |
| 20-11-2018                                                             | Glasgow                                                                | Scozia                                                                 | 3 – 2                                                                  | Israele                                                                | UEFA Nations League 2018-2019 - 1º turno                               | -                                                                      |                                                                        |
| 21-3-2019                                                              | Haifa                                                                  | Israele                                                                | 1 – 1                                                                  | Slovenia                                                               | Qual. Euro 2020                                                        | -                                                                      |                                                                        |
| 24-3-2019                                                              | Haifa                                                                  | Israele                                                                | 4 – 2                                                                  | Austria                                                                | Qual. Euro 2020                                                        | -                                                                      |                                                                        |
| 7-6-2019                                                               | Riga                                                                   | Lettonia                                                               | 0 – 3                                                                  | Israele                                                                | Qual. Euro 2020                                                        | -                                                                      |                                                                        |
| 10-6-2019                                                              | Varsavia                                                               | Polonia                                                                | 4 – 0                                                                  | Israele                                                                | Qual. Euro 2020                                                        | -                                                                      |                                                                        |
| 5-9-2019                                                               | Be'er Sheva                                                            | Israele                                                                | 1 – 1                                                                  | Macedonia del Nord                                                     | Qual. Euro 2020                                                        | -                                                                      |                                                                        |
| 9-9-2019                                                               | Lubiana                                                                | Slovenia                                                               | 3 – 2                                                                  | Israele                                                                | Qual. Euro 2020                                                        | -                                                                      |                                                                        |
| 10-10-2019                                                             | Vienna                                                                 | Austria                                                                | 3 – 1                                                                  | Israele                                                                | Qual. Euro 2020                                                        | -                                                                      |                                                                        |
| 15-10-2019                                                             | Be'er Sheva                                                            | Israele                                                                | 3 – 1                                                                  | Lettonia                                                               | Qual. Euro 2020                                                        | -                                                                      |                                                                        |
| 16-11-2019                                                             | Gerusalemme                                                            | Israele                                                                | 1 – 2                                                                  | Polonia                                                                | Qual. Euro 2020                                                        | -                                                                      |                                                                        |
| 19-11-2019                                                             | Skopje                                                                 | Macedonia del Nord                                                     | 1 – 0                                                                  | Israele                                                                | Qual. Euro 2020                                                        | -                                                                      | 41’                                                                    |
| 4-9-2020                                                               | Glasgow                                                                | Scozia                                                                 | 1 – 1                                                                  | Israele                                                                | UEFA Nations League 2020-2021 - 1º turno                               | -                                                                      |                                                                        |
| 7-9-2020                                                               | Netanya                                                                | Israele                                                                | 1 – 1                                                                  | Slovacchia                                                             | UEFA Nations League 2020-2021 - 1º turno                               | -                                                                      |                                                                        |
| 8-10-2020                                                              | Glasgow                                                                | Scozia                                                                 | 0 – 0                                                                  | Israele                                                                | Qual. Euro 2020                                                        | -                                                                      |                                                                        |
| 11-10-2020                                                             | Haifa                                                                  | Israele                                                                | 1 – 2                                                                  | Rep. Ceca                                                              | UEFA Nations League 2020-2021 - 1º turno                               | -                                                                      | 29’ 75’                                                                |
| 14-10-2020                                                             | Trnava                                                                 | Slovacchia                                                             | 2 – 3                                                                  | Israele                                                                | UEFA Nations League 2020-2021 - 1º turno                               | -                                                                      |                                                                        |
| 15-11-2020                                                             | Plzeň                                                                  | Rep. Ceca                                                              | 1 – 0                                                                  | Israele                                                                | UEFA Nations League 2020-2021 - 1º turno                               | -                                                                      |                                                                        |
| 18-11-2020                                                             | Netanya                                                                | Israele                                                                | 1 – 0                                                                  | Scozia                                                                 | UEFA Nations League 2020-2021 - 1º turno                               | -                                                                      |                                                                        |
| 25-3-2021                                                              | Tel Aviv                                                               | Israele                                                                | 0 – 2                                                                  | Danimarca                                                              | Qual. Mondiali 2022                                                    | -                                                                      | 85’                                                                    |
| 28-3-2021                                                              | Tel Aviv                                                               | Israele                                                                | 1 – 1                                                                  | Scozia                                                                 | Qual. Mondiali 2022                                                    | -                                                                      |                                                                        |
| 31-3-2021                                                              | Chișinău                                                               | Moldavia                                                               | 1 – 4                                                                  | Israele                                                                | Qual. Mondiali 2022                                                    | -                                                                      | 7’ 70’                                                                 |
| 5-6-2021                                                               | Podgorica                                                              | Montenegro                                                             | 1 – 3                                                                  | Israele                                                                | Amichevole                                                             | -                                                                      |                                                                        |
| 9-6-2021                                                               | Lisbona                                                                | Portogallo                                                             | 4 – 0                                                                  | Israele                                                                | Amichevole                                                             | -                                                                      | 88’                                                                    |
| 1-9-2021                                                               | Tórshavn                                                               | Fær Øer                                                                | 0 – 4                                                                  | Israele                                                                | Qual. Mondiali 2022                                                    | -                                                                      |                                                                        |
| 4-9-2021                                                               | Haifa                                                                  | Israele                                                                | 5 – 2                                                                  | Austria                                                                | Qual. Mondiali 2022                                                    | -                                                                      |                                                                        |
| 7-9-2021                                                               | Copenaghen                                                             | Danimarca                                                              | 5 – 0                                                                  | Israele                                                                | Qual. Mondiali 2022                                                    | -                                                                      | 80’                                                                    |
| 9-10-2021                                                              | Glasgow                                                                | Scozia                                                                 | 3 – 2                                                                  | Israele                                                                | Qual. Mondiali 2022                                                    | -                                                                      |                                                                        |
| 12-10-2021                                                             | Be'er Sheva                                                            | Israele                                                                | 2 – 1                                                                  | Moldavia                                                               | Qual. Mondiali 2022                                                    | -                                                                      | 87’                                                                    |
| 12-11-2021                                                             | Klagenfurt am Wörthersee                                               | Austria                                                                | 4 – 2                                                                  | Israele                                                                | Qual. Mondiali 2022                                                    | -                                                                      |                                                                        |
| 15-11-2021                                                             | Netanya                                                                | Israele                                                                | 3 – 2                                                                  | Fær Øer                                                                | Qual. Mondiali 2022                                                    | -                                                                      |                                                                        |
| 26-3-2022                                                              | Sinsheim                                                               | Germania                                                               | 2 – 0                                                                  | Israele                                                                | Amichevole                                                             | -                                                                      | Cap.                                                                   |
| 2-6-2022                                                               | Haifa                                                                  | Israele                                                                | 2 – 2                                                                  | Islanda                                                                | UEFA Nations League 2022-2023 - 1º turno                               | -                                                                      | Cap.                                                                   |
| 10-6-2022                                                              | Tirana                                                                 | Albania                                                                | 1 – 2                                                                  | Israele                                                                | UEFA Nations League 2022-2023 - 1º turno                               | -                                                                      | Cap.                                                                   |
| 13-6-2022                                                              | Reykjavík                                                              | Islanda                                                                | 2 – 2                                                                  | Israele                                                                | UEFA Nations League 2022-2023 - 1º turno                               | -                                                                      | Cap.                                                                   |
| 24-9-2022                                                              | Tel Aviv                                                               | Israele                                                                | 2 – 1                                                                  | Albania                                                                | UEFA Nations League 2022-2023 - 1º turno                               | -                                                                      |                                                                        |
| 27-9-2022                                                              | Attard                                                                 | Malta                                                                  | 2 – 1                                                                  | Israele                                                                | Amichevole                                                             | -                                                                      | 58’                                                                    |
| 17-11-2022                                                             | Petah Tikva                                                            | Israele                                                                | 4 – 2                                                                  | Zambia                                                                 | Amichevole                                                             | -                                                                      |                                                                        |
| 20-11-2022                                                             | Petah Tikva                                                            | Israele                                                                | 2 – 3                                                                  | Cipro                                                                  | Amichevole                                                             | -                                                                      |                                                                        |
| 25-3-2023                                                              | Haifa                                                                  | Israele                                                                | 1 – 1                                                                  | Kosovo                                                                 | Qual. Euro 2024                                                        | -                                                                      | Cap.                                                                   |
| 28-3-2023                                                              | Carouge                                                                | Svizzera                                                               | 3 – 0                                                                  | Israele                                                                | Qual. Euro 2024                                                        | -                                                                      | Cap. 38’                                                               |
| 16-6-2023                                                              | Budapest                                                               | Bielorussia                                                            | 1 – 2                                                                  | Israele                                                                | Qual. Euro 2024                                                        | -                                                                      | Cap. 78’                                                               |
| 19-6-2023                                                              | Gerusalemme                                                            | Israele                                                                | 2 – 1                                                                  | Andorra                                                                | Qual. Euro 2024                                                        | -                                                                      |                                                                        |
| 9-9-2023                                                               | Bucarest                                                               | Romania                                                                | 1 – 1                                                                  | Israele                                                                | Qual. Euro 2024                                                        | -                                                                      | Cap.                                                                   |
| 12-9-2023                                                              | Tel Aviv                                                               | Israele                                                                | 1 – 0                                                                  | Bielorussia                                                            | Qual. Euro 2024                                                        | -                                                                      | Cap. 78’                                                               |
| 12-11-2023                                                             | Pristina                                                               | Kosovo                                                                 | 1 – 0                                                                  | Israele                                                                | Qual. Euro 2024                                                        | -                                                                      | cap. 72’                                                               |
| 15-11-2023                                                             | Felcsút                                                                | Israele                                                                | 1 – 1                                                                  | Svizzera                                                               | Qual. Euro 2024                                                        | -                                                                      | Cap. 65’                                                               |
| 18-11-2023                                                             | Felcsút                                                                | Israele                                                                | 1 – 2                                                                  | Romania                                                                | Qual. Euro 2024                                                        | -                                                                      | Cap. 62’                                                               |
| 21-3-2024                                                              | Budapest                                                               | Israele                                                                | 1 – 4                                                                  | Islanda                                                                | Qual. Euro 2024                                                        | -                                                                      | Cap.                                                                   |
| 8-6-2024                                                               | Debrecen                                                               | Ungheria                                                               | 3 – 0                                                                  | Israele                                                                | Amichevole                                                             | -                                                                      | Cap.                                                                   |
| 11-6-2024                                                              | Budapest                                                               | Bielorussia                                                            | 0 – 4                                                                  | Israele                                                                | Amichevole                                                             | -                                                                      | Cap.                                                                   |
| 17-11-2024                                                             | Budapest                                                               | Israele                                                                | 1 – 0                                                                  | Belgio                                                                 | UEFA Nations League 2024-2025 - 1º turno                               | -                                                                      | Cap. 73’                                                               |
| 22-3-2025                                                              | Debrecen                                                               | Israele                                                                | 2 – 1                                                                  | Estonia                                                                | Qual. Mondiali 2026                                                    | 1                                                                      | Cap.                                                                   |
| 25-3-2025                                                              | Debrecen                                                               | Israele                                                                | 2 – 4                                                                  | Norvegia                                                               | Qual. Mondiali 2026                                                    | -                                                                      | 61’                                                                    |
| 6-6-2025                                                               | Tallinn                                                                | Estonia                                                                | 1 – 3                                                                  | Israele                                                                | Qual. Mondiali 2026                                                    | -                                                                      | Cap.                                                                   |
| 10-6-2025                                                              | Debrecen                                                               | Israele                                                                | 1 – 0                                                                  | Slovacchia                                                             | Amichevole                                                             | -                                                                      | cap. 76’                                                               |
| Totale                                                                 |                                                                        | Presenze                                                               | 69                                                                     |                                                                        | Reti                                                                   | 1                                                                      |                                                                        |

## Palmarès

### Club

#### Competizioni nazionali
- Campionato israeliano: 1

Maccai Tel Aviv: 2018-2019
- Coppa di Lega israeliana: 2

Maccabi Tel Aviv: 2017-2018, 2018-2019
- Supercoppa d'Israele: 1

Maccabi Tel Aviv: 2019